# 越ノ潟駅
越ノ潟駅（こしのかたえき）は、富山県射水市堀岡新明神にある万葉線の駅。同線の北側の起点駅である。
命名は放生津潟の古名である「越の海」にちなむ。

## 歴史
1930年（昭和5年）に、後に富山地方鉄道射水線となる越中鉄道が堀岡から新湊東口（現在の東新湊駅）まで延長された。利用客増のために越中鉄道では越鉄運輸興業という別会社を設立して、北側に「越ノ潟海水浴場」を設け、料亭の誘致を行った。戦時中に一時衰退していた観光も、1948年頃から復活し始め、県下各地から毎年10万人を超える観光客が訪れ、放生津潟を回遊する遊覧船とともに、賑わった。
富山新港の開削に伴い、富山側の堀岡駅までの間が廃止となるとともに、加越能鉄道に移管され、終着駅となった。その後、万葉線への経営移管を経て現在に至る。
2007年（平成19年）3月18日より信号方式が改良され、これまで1両しか進入できなかった中新湊駅までの区間が続行運転可能となった。これに伴い、ホームに2両が進入できるように伸ばされた。ただし続行運転は臨時増発時のみであり、通常は行われていない。

### 年表
- 1930年（昭和5年）
  - 10月12日：越中鉄道の堀岡 - 当駅開通により開業。
  - 12月23日：当駅 - 西越ノ潟が開業。
- 1943年（昭和18年）1月1日：合併により富山地方鉄道射水線の駅となる。
- 1966年（昭和41年）4月5日：当駅 - 堀岡間廃止。路線の譲渡に伴い、加越能鉄道の駅となる。
- 2002年（平成14年）4月1日：経営移管により、万葉線の駅となる。
- 2006年（平成18年）9月：北側の線路が撤去され、1面1線となる。

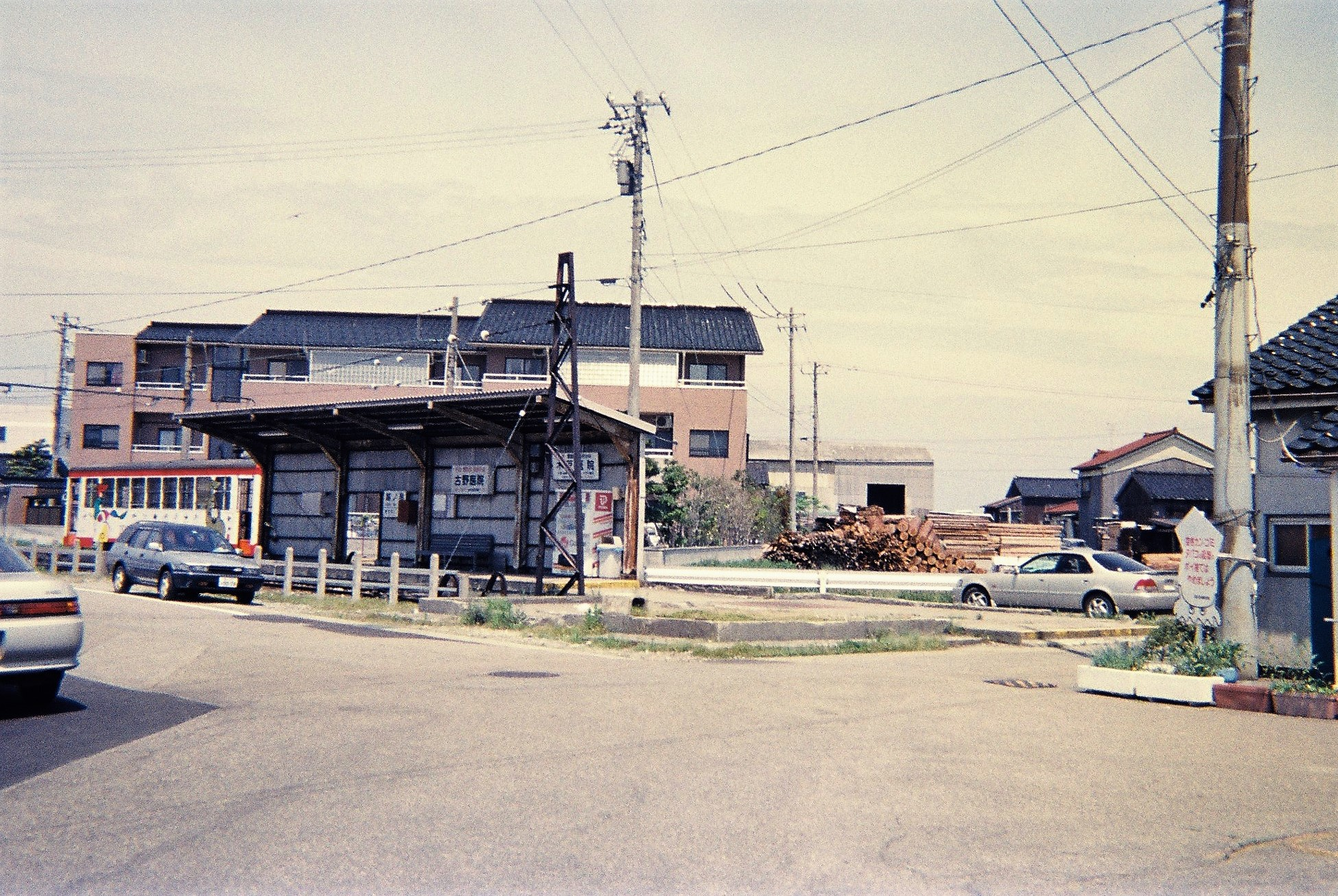
加越能鉄道時代のホーム（1998年4月）
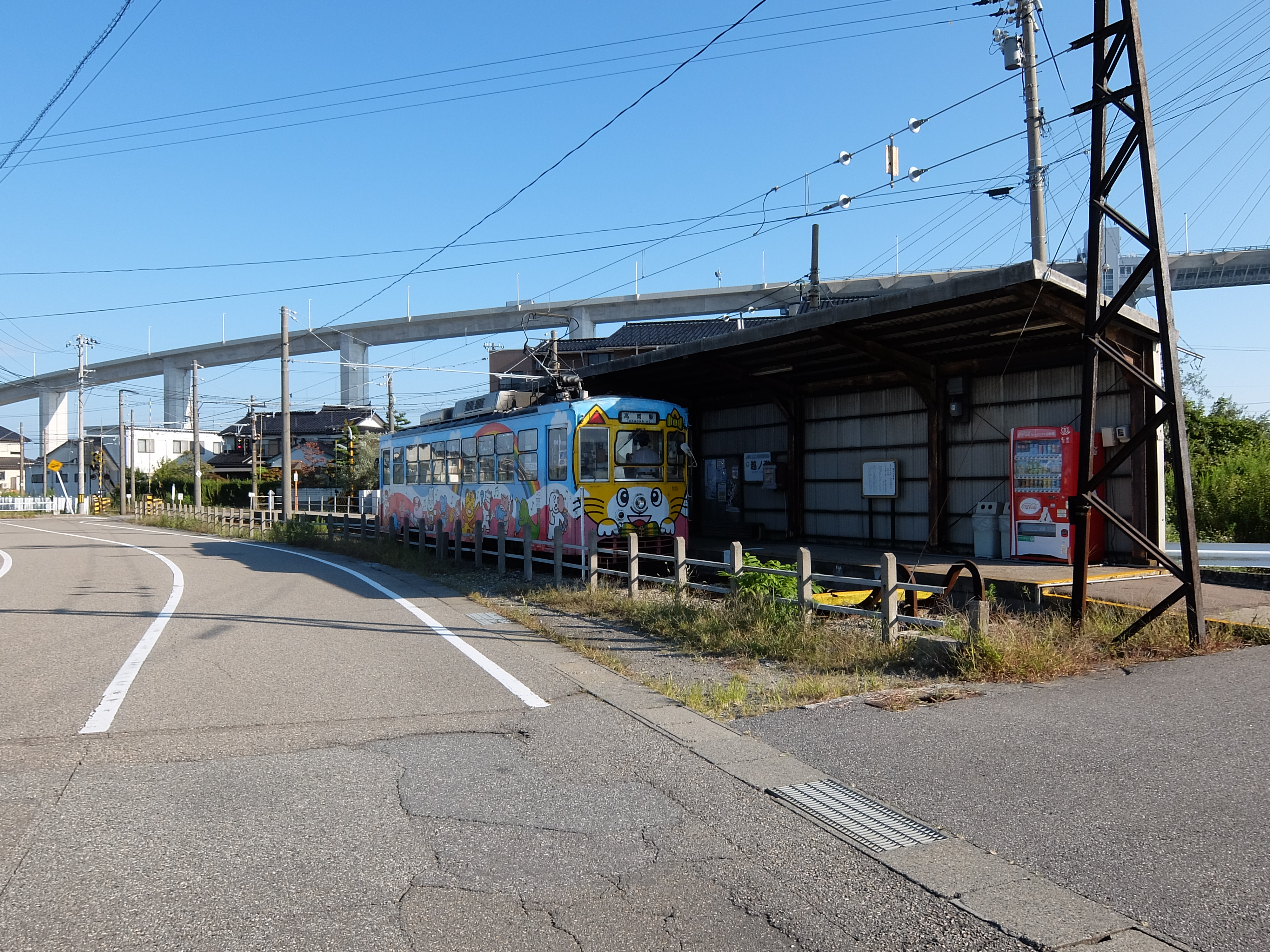
停車中のデ7070形（2014年9月）

## 駅構造

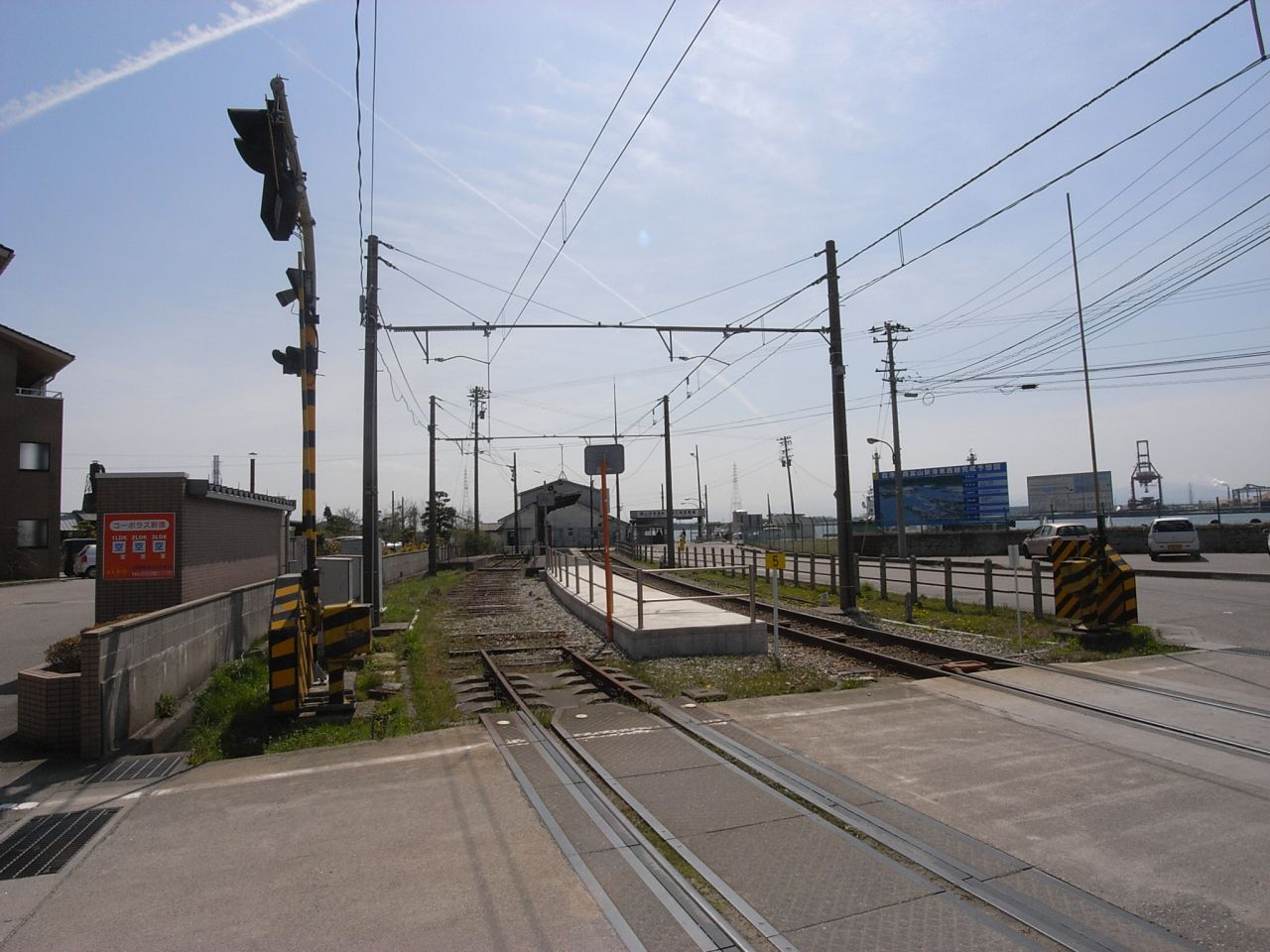
海王丸駅側から見た越ノ潟駅（2008年4月）

待合室を備えた単式ホーム1面1線の無人駅。かつては2面2線で駅舎があり、駅員も配置されていた。現在の構造は島式ホームであるが、北側のレールは撤去されている。

## 駅周辺
- 富山県営渡船 越ノ潟発着場

富山新港の築港に伴って分断された射水線に代わって、対岸の堀岡（新港東口）との間を結ぶ。
- 射水市コミュニティバス
  - 「越ノ潟」停留所。駅に隣接。
  - 「新湊大橋西桟橋口」停留所。あいの風プロムナード西側駐車場内。徒歩3分。
- 新湊大橋あいの風プロムナード（自転車歩行車道）

西側エレベーター昇降口まで約200 m、徒歩3分。なお、車道入口（新湊大橋（西）交差点）には隣の海王丸駅の方が近い。

## 隣の駅
万葉線
■万葉線（新湊港線）
海王丸駅 - 越ノ潟駅

### かつて存在した鉄道
富山地方鉄道
射水線
堀切駅 - 越ノ潟駅